# St. Laurentius (Hohenthann)

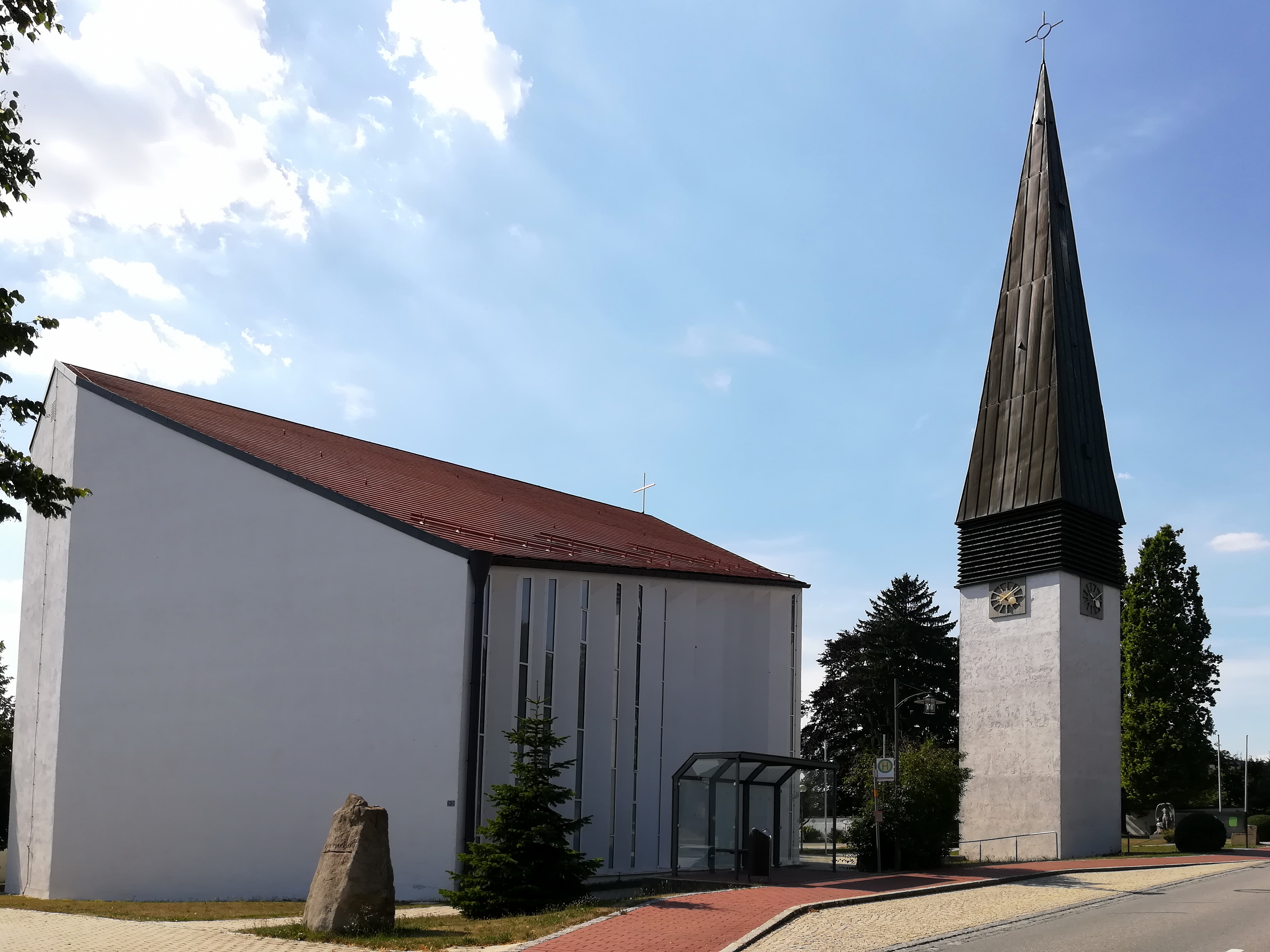
Außenansicht der Pfarrkirche St. Laurentius von Südosten

Die römisch-katholische Pfarrkirche St. Laurentius in Hohenthann im niederbayerischen Landkreis Landshut ist eine moderne Hallenkirche, die von 1963 bis 1965 nach den Plänen des Münchner Architekten Friedrich Ferdinand Haindl erbaut wurde. Sie trägt das Patrozinium des heiligen Laurentius von Rom (Gedenktag: 10. August).
Zur Pfarrei St. Laurentius in Hohenthann gehören das Kuratbenefizium Mariä Heimsuchung in Heiligenbrunn, die Filialkirchen St. Margaretha in Grafenhaun, St. Peter in Petersglaim, St. Ägidius in Türkenfeld, St. Nikolaus in Unkofen und St. Stephan in Weihenstephan sowie die Nebenkirche St. Helena in Wachelkofen. Seit 2009 bildet die Pfarrei St. Laurentius in Hohenthann eine Pfarreiengemeinschaft mit den Pfarreien St. Andreas in Andermannsdorf und St. Katharina in Schmatzhausen.

## Geschichte

### Entstehung der Pfarrei Hohenthann
Im Jahr 1229 wurde in einer Urkunde des Regensburger Domkapitels erstmals eine Kirche in Hohenthann erwähnt. 1233, also nur vier Jahre später, wurde erstmals die Pfarrei Hohenthann genannt, die damals dem Regensburger Domkapitel inkorporiert wurde. Viel früher als der Pfarrort Hohenthann wurden die Filialorte Unkofen (1136), Grafenhaun (1143) und Türkenfeld (1190) erstmals urkundlich erwähnt. Im Jahr 1424 wurde mit Johann Neunburger namentlich genannt. Seitdem waren 34 Priester in der Pfarrei Hohenthann tätig (Stand: Juli 2022). Die ältesten Taufbücher der Pfarrei datieren auf das Jahr 1638.

### Alte Pfarrkirche St. Laurentius
Standort
Die alte Pfarrkirche befand sich rund 200 Meter nordöstlich der heutigen Kirche im Bereich der heutigen Schulstraße. Anstelle von Kirche und umgebendem Friedhof befindet sich heute ein Kinderspielplatz. Der Friedhof wurde nunmehr am südlichen Ortsrand verlegt. Er wird von der Friedhofstraße erschlossen.
Die alte Pfarrkirche war im Kern romanisch. Im Jahr 1697 wurde der alte Kirchturm durch Blitzschlag zerstört. Für den Wiederaufbau des Turms lieh sich die Hohenthanner Kirchenverwaltung 837 Gulden vom Wallfahrtsort Heiligenbrunn aus. Auch der übrige Kirchenbau wurde um 1700 barockisiert, wobei für das Schiff die Umfassungsmauern des mittelalterlichen Vorgängerbaus übernommen wurden. Die klassizistische Ausstattung stammte aus der Zeit um 1810.
Aufgrund von Baumängeln musste der Kirchturm, der als trigonometrischer Punkt für die Landesvermessung benötigt wurde, in der Folgezeit mehrmals umgebaut werden. 1759 und 1836 erhielt er jeweils einen Stützpfeiler zur Stabilisierung, bevor er schließlich im Jahr 1850 auf Regierungsbefehl ganz abgetragen wurde. 1853/54 wurde ein neuer Turm auf der Westseite der erst 1843 nach Westen verlängerten Pfarrkirche errichtet. In den folgenden Jahren wurden das Geläute ergänzt, die Kirche mit Wandgemälden ausgestattet und eine neue Orgel eingebaut.
Die alte Pfarrkirche wurde 1975 abgebrochen. Der Turm aus dem Jahr 1853 widersetzte sich dabei jedoch mehreren Sprengungen, bevor er schließlich am 4. Februar 1976 niedergelegt wurde. Dabei bohrte sich die Kirchturmspitze in den Boden. Nur wenige Figuren wurden in die neue Pfarrkirche übernommen. Zwei Seitenaltäre stehen heute in der Wallfahrtskirche St. Salvator in Heiligenstadt bei Gangkofen, das Gestühl wurde teilweise in der Theklakapelle in Landshut eingebaut.

### Bau der heutigen Pfarrkirche
Bereits wenige Jahrzehnte, nachdem die alte Pfarrkirche erweitert worden war, zeigte sich, dass diese wiederum zu klein war, um die wachsende Kirchengemeinde zu fassen. Daher wurde 1880 unter Pfarrer Thomas Lehner ein Kirchenbauverein gegründet. Das Bauvorhaben musste allerdings aus verschiedenen Gründen immer wieder verschoben werden. Im Jahr 1914, als der Verein 84.000 Goldmark für einen Neubau angespart und den Regensburger Architekten Heinrich Hauberrisser zur Erstellung der Pläne gewonnen hatte, verhinderte der Ausbruch des Ersten Weltkriegs den Neubau. Infolge der angespannten Lage durch die Hyperinflation in den 1920er Jahren und die Weltwirtschaftskrise wurde das Bauvorhaben erneut zurückgestellt und der Verein schließlich aufgelöst. Die verbleibenden Mittel wurden 1938 zur Renovierung der alten Kirche verwendet.
Da in der Nachkriegszeit die Kirchengemeinde erneut gewachsen war, gründete man am 21. September 1961 unter Pfarrer Josef Sirtl erneut einen Kirchenbauverein. Das Planungsergebnis Für das Bauvorhaben konnte der Münchner Architekt Friedrich Ferdinand Haindl gewonnen werden. Dieser erstellte zunächst Pläne für einen Neubau an gleicher Stelle unter Einbeziehung von Chor und Turm der alten Pfarrkirche. Die Planung wurde im Dezember 1962 jedoch aufgrund der beengten Platzverhältnisse verworfen. Stattdessen entschied man sich für einen kompletten Neubau auf dem Grundstück unmittelbar neben dem 1956 von Sirtl neu erbauten Pfarrhaus.
Nach dem ersten Spatenstich, den der Rottenburger Landrat Ludwig Rauchenecker am 11. August 1963 ausführte, wurde am 3. November desselben Jahren durch Prälat Augustin Kuffner der Grundstein für den Bau gelegt. Am 26. Juli 1964 konnte das Richtfest mit einem Dankgottesdienst gefeiert werden. Nach nur rund eineinhalb Jahren Bauzeit wurde die Kirche am 1. Mai 1963 wiederum durch Kuffner konsekriert. Am 8. August 1965 erfolgte die Weihe durch den Regensburger Bischof Rudolf Graber. Die Rechnungen konnten alle aus Eigenmitteln der Pfarrei und dem Zuschuss der Bischöflichen Finanzkammer in Regensburg beglichen werden, sodass nach Ende der Bauzeit keine Verbindlichkeiten mehr vorlagen.
Die letzte Innenrenovierung erfolgte im Jahr 2015.

## Architektur

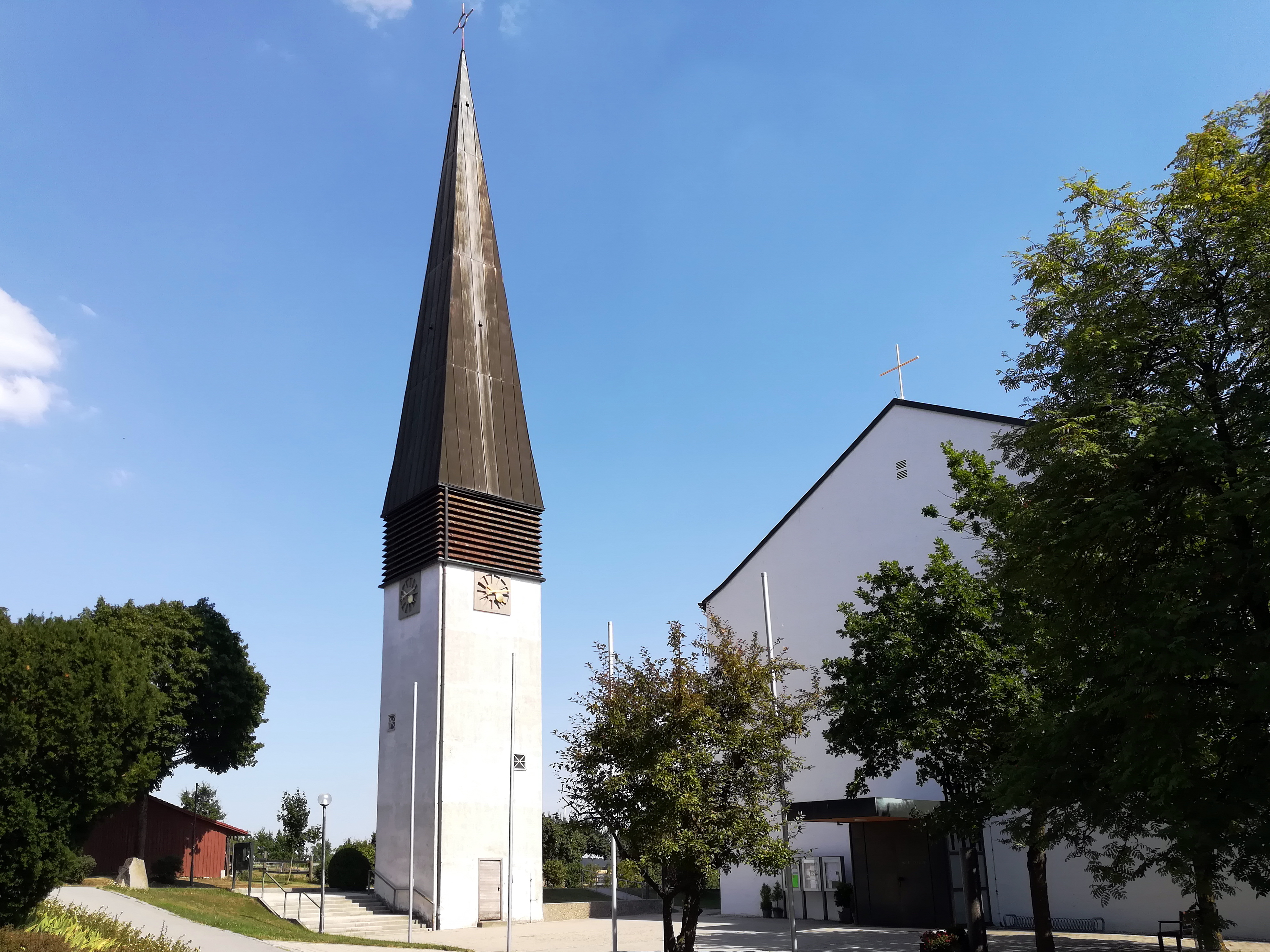
Kirchenvorplatz mit Campanile

### Außenbau
Die moderne Kirchenbau hat den Grundriss eines unregelmäßigen Sechsecks und ist nach Süden ausgerichtet. Im Gegensatz zu Kirchenbauten früherer Epochen misst er in der Länge (Nord-Süd-Richtung) nur rund 23 Meter, wohingegen er rund 30 Meter breit (Ost-West-Richtung) ist. Während die nördliche und südliche Außenwand gemauert sind, ragen an der Ost- und Westfassade Beton-Fertigteile auf, die auf jeder Seite zwölf unterschiedlich breite Pfeiler bilden. Dadurch entstehen jeweils 13 hohe, schmale Lichtschlitze, die auf den Altar ausgerichtet sind und neben Windfang am Hauptportal die einzige Lichtquelle für den Innenraum bilden. Auf der Westseite ist ein niedriger Anbau mit Flachdach angefügt. Darin ist im Süden die Sakristei, nördlich davon die Werktagskapelle untergebracht. Da letztere von Kirchenraum und Sakristeitrakt vollständig umschlossen ist, bezieht sie ihr Licht lediglich durch zwei in das Flachdach integrierte Kuppeln. Ein überdachter Gang, in dem Epitaphien mehrerer verstorbener Hohenthanner Pfarrer angebracht sind, verbindet die Sakristei mit dem Pfarrhaus.
Auf der Nordseite ist eine kleine Portalvorhalle, ebenfalls mit Flachdach, angebaut. Westlich davon befindet sich ein Seiteneingang, der auch Zugang zur Werktagskapelle bietet. Auf dem Kirchenvorplatz befindet sich auf zwei Betonstelen eine Bronzestatue, die das Martyrium des heiligen Laurentius darstellt. Der Platz wird zur Straßenseite hin, also auf der Ostseite, von dem rund 35 Meter hohen, freistehenden Turm, einem sogenannten Campanile, auf der Nordseite von dem modernen Kriegerdenkmal und auf der Westseite vom Pfarrhaus eingerahmt.

### Innenraum
Der großzügige Innenraum ist nach den Prinzipien des Zweiten Vatikanischen Konzils gestaltet. Ein Hochaltar ist nicht vorhanden; das fest eingebaute Gestühl mit insgesamt rund 450 Sitzplätzen gruppiert sich in vier Blöcken auf drei Seiten der Altarinsel. Diese befindet sich an der Südseite des Kirchenraumes und ist um fünf Stufen gegenüber dem Kirchenraum erhöht. An der Nordwand befindet sich eine freitragende Musikempore, die den Spieltisch der Orgel beherbergt und ausreichend Platz für einen Chor bietet. Sie ist über eine steile, einläufige Treppe erschlossen. Der unregelmäßig geformte, vierteilige Orgelprospekt hängt frei an der Wand über der Empore.

## Ausstattung
St. Laurentius ist überwiegend modern ausgestattet, ergänzt durch einige Figuren und den Taufstein aus der alten Pfarrkirche.
Der Altarraum wurde von dem Künstler Peter Schwarz gestaltet. Ein modernes Monumentalkruzifix mit überlebensgroßem Korpus, das frei hängend über dem Altar angebracht ist, dominiert den Kirchenraum. Volksaltar, Ambo und der in einer freistehenden Stele untergebrachte Tabernakel sind ebenfalls modern und bestehen aus weißem Stein. An der Rückwand hinter dem Altar befindet sich ein Ton-in-Ton gemaltes Wandbild von Peter Schwarz. In der Mitte ist eine große, von einem Strahlenkranz umgebene Weltkugel dargestellt, die das Monumentalkruzifix hinterfängt und so die Menschwerdung Christi in unserer Welt symbolisiert. In die schmalen senkrechten Streifen zu beiden Seiten der Weltkugel sind je vier Heiligendarstellungen mit Attributen einbezogen. Links sind von oben nach unten die heilige Margaretha mit einem kleinen Drachen (Filialkirche Grafenhaun), die heilige Helena mit dem Kreuz in ihren Händen (Nebenkirche Wachelkofen), der heilige Stephanus mit der Märtyrerpalme (Filialkirche Weihenstephan) sowie der heilige Josef mit Lilie und Zimmermannsgerät (Kuratbenefizium Heiligenbrunn) dargestellt. Rechts sind von oben nach unten der heilige Laurentius mit seinem Marterwerkzeug, einem Rost  (Pfarrkirche Hohenthann), der heilige Petrus mit Buch und Schlüssel (Filialkirche Petersglaim), der heilige Nikolaus mit Buch und drei goldenen Kugeln (Filialkirche Unkofen) sowie der heilige Ägidius mit einem Reh (Filialkirche Türkenfeld) abgebildet. Neben dem Pfarrpatron sind hier also die Patrone aller Filial- und Nebenkirchen dargestellt. Der heilige Josef steht für die Wallfahrtskirche Heiligenbrunn, da dieser dort durch einen Josefsverein besonders verehrt wird. Links neben dem Wandgemälde befindet sich eine moderne Reliefdarstellung der Mutter Gottes mit dem Jesuskind als Mondsichelmadonna.
Entlang der Säulenreihe an der Ostseite sind moderne Kreuzwegtafeln angebracht. Gegenüber auf der Westseite sind sechs barocke Figuren, die aus der alten Pfarrkirche übernommen wurden, auf polygonalen Konsolen angebracht. Sie stellen von Süd nach Nord das Martyrium des heiligen Sebastian, den heiligen Bischof Wolfgang mit dem Beil, den heiligen Bischof Emmeram mit der Leiter, einen Schutzengel mit ausgebreiteten Flügeln, der einem Kind den Weg zum Himmel weist, den heiligen Leonhard mit der Kette und den Erzengel Michael im Kampf gegen Luzifer dar. An der Südwand neben der Empore ist ein Kruzifix vom Viernageltypus angebracht, darunter eine barocke Mater Dolorosa.

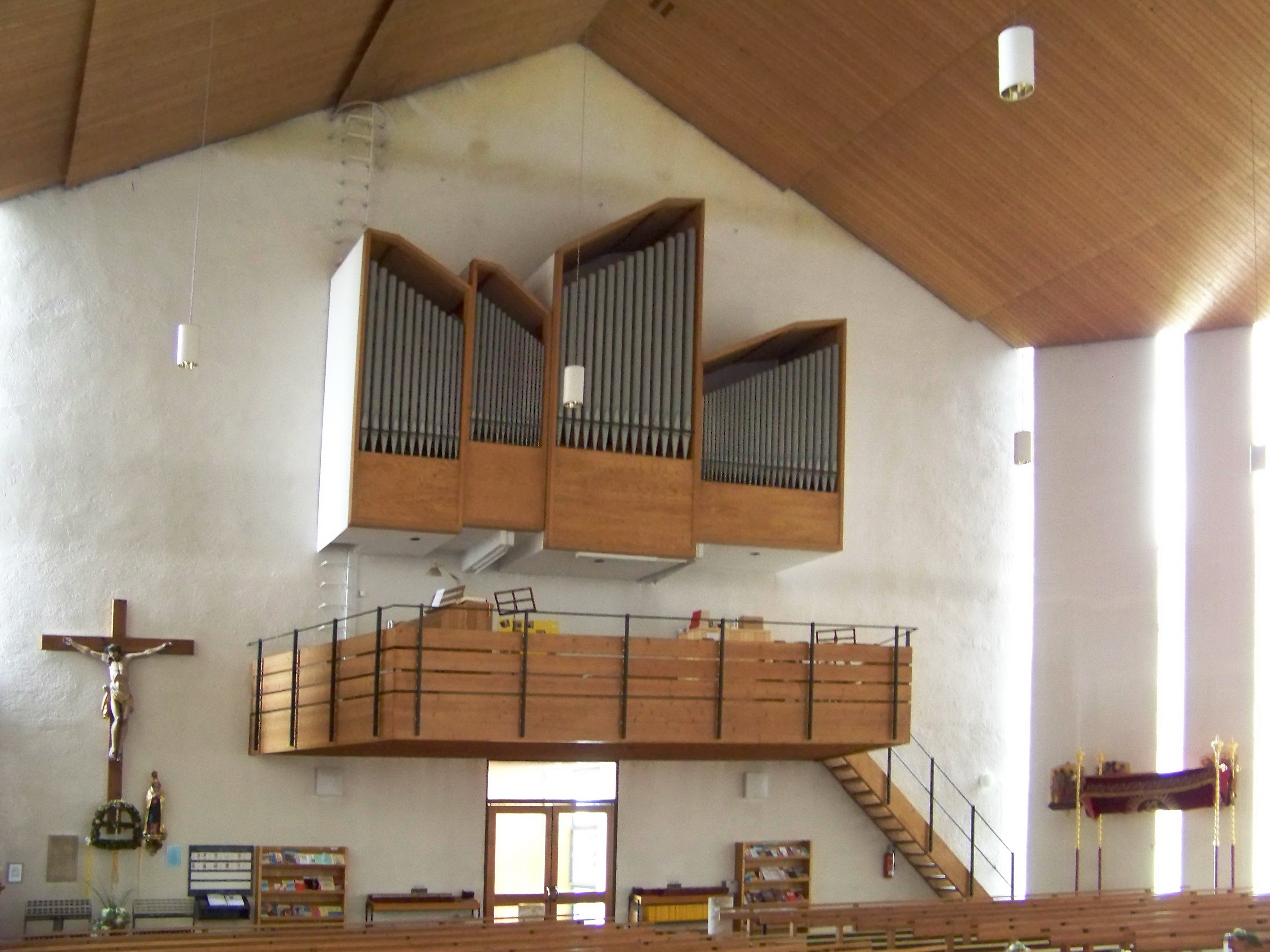
Empore mit Weise-Orgel

### Orgel
Die Orgel, ein Kegelladeninstrument mit elektrischen Spiel- und Registertrakturen sowie freistehendem Spieltisch, wurde in der Erbauungszeit der Kirche von dem Orgelbauer Michael Weise aus Plattling geschaffen. Sie umfasste im Originalzustand insgesamt 16 Register auf zwei Manualen und Pedal. Im Zuge einer Renovierung wurde sie 1996 von dem Münchner Orgelbauer Christoph Kaps um ein Register erweitert. Das Werk ist in einem unregelmäßig geformten, vierteiligen Prospekt untergebracht. Die ursprüngliche Disposition von Weise lautete:
| I Manual C–g3 |              |       |
| 1.            | Principal    | 8′    |
| 2.            | Rohrflöte    | 8′    |
| 3.            | Octav        | 4′    |
| 4.            | Kleingedackt | 4′    |
| 5.            | Nachthorn    | 2′    |
| 6.            | Mixtur IV-V  | 1 ⁄3′ |

| II Manual C–g3 |                 |       |
| 07.            | Salicional      | 8′    |
| 08.            | Gedackt         | 8′    |
| 09.            | Offenflöte      | 4′    |
| 10.            | Principal       | 2′    |
| 11.            | Sesquialtera II | 2 ⁄3′ |
| 12.            | Scharf IV       | 1′    |

| Pedal C–f1 |           |         |
| 13.        | Subbaß    | 16′     |
| 14.        | Octavbaß  | 08′     |
| 15.        | Quintbaß  | 05 1⁄3′ |
| 16.        | Choralbaß | 04′     |

- Koppeln: II/I, Sub II/I, I/P, II/P

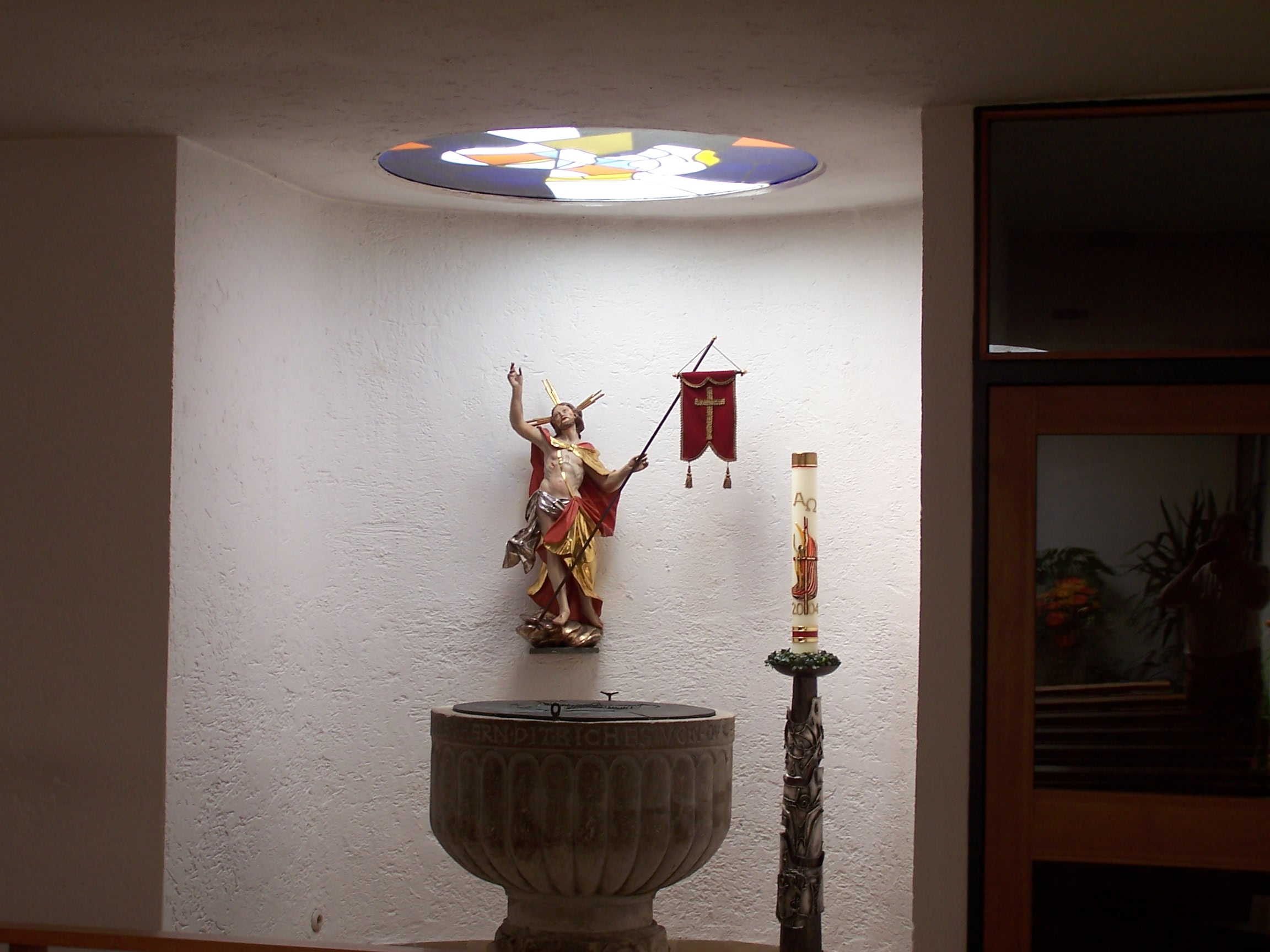
Taufstein

### Werktagskapelle
Der Taufstein, der wohl im 14. Jahrhundert geschaffen wurde, stellt das älteste Zeugnis der Pfarrei und zugleich das älteste Ausstattungsstück der Pfarrkirche dar. Seine Inschrift lautet: BEI DES ZEHMEISTERS ZEITEN HERRN DITRICHS VON OUWE IST DAS GEFÄSS GEMACHT WORDEN. Er befindet sich unter einer Lichtkuppel in einer Art Apsis am nördlichen Ende der Werktagskapelle. Darüber ist an der Wand eine Figur des auferstandenen Christus angebracht.
Im Übrigen ist die Werktagskapelle, welche auch je zwei Beichtstühle und -zimmer enthält, schlicht ausgestattet. Der Altar der Werktagskapelle ist unter einer weiteren Lichtkuppel angeordnet.